# Diaojia
Diaojia (kinesiska: 刁家, 刁家乡) är en socken i Kina. Den ligger i provinsen Henan, i den centrala delen av landet, omkring 46 kilometer sydost om provinshuvudstaden Zhengzhou. Antalet invånare är 32 340. Befolkningen består av 15 849 kvinnor och 16 491 män. Barn under 15 år utgör 25,0 %, vuxna 15-64 år 64 %, och äldre över 65 år 9,0 %.
Genomsnittlig årsnederbörd är 737 millimeter. Den regnigaste månaden är juli, med i genomsnitt 173 mm nederbörd, och den torraste är januari, med 3 mm nederbörd.